# 东海岛
东海岛，是位于中國廣東省湛江市区东南面、雷州半岛东部的一个岛嶼，面积为286平方公里，是广东省最大岛屿，常住人口15万。
东海岛在行政区划上归属湛江市麻章区，设东山街道、民安街道、东简街道3个街道。实际上由1992年成立的东海岛经济开发试验区管理，2010年并入湛江经济技术开发区。东海岛是广东省最大的临港工业岛，宝钢湛江钢铁、中科炼化、巴斯夫等项目在此落户，为粤西重要的钢铁、石化基地。

## 地理

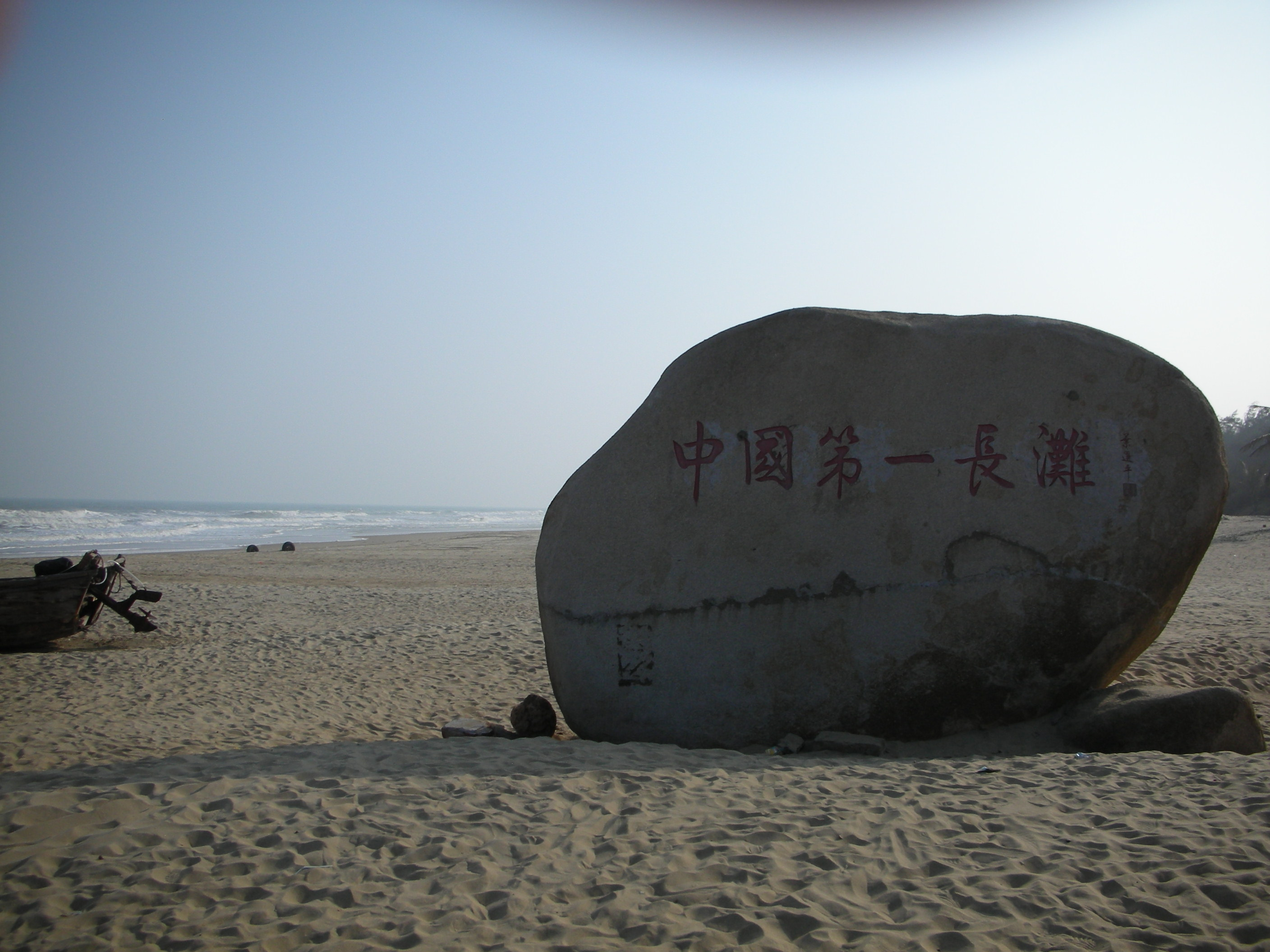
龙海天沙滩

东海岛地势东高西低，东为玄武岩台地，西为海积平原，最高点为海拔111米高的龙水岭，为火山碎屑岩及少量玄武岩构成。西岸、北岸为沿海滩涂，东北部为6.5公里长海岸线，水深25至40米，为天然良港。东部的龙海天沙滩长28公里，有“中国第一长滩”之称。

## 经济
东海岛在明代之后就已经大规模开发，经济活动主要以农业、渔业为主，亦被辟为盐场。1994年7月，东海岛被设为广东省省级旅游度假区。2000年代后，东海岛被湛江市规划为世界级临港重化产业基地，陆续引入了宝钢湛江钢铁基地、中科炼化、巴斯夫（广东）一体化基地三个投资或产值超百亿美元的项目。

## 交通
过往，东海岛对外交通依靠渡轮。1958年，当地动用7000余人义务劳动兴建全长6820米的东海岛堵海大堤，1961年2月完工，直至2010年东海岛大桥通车前，可通行两车道（后扩为四车道）的东海岛堵海大堤为东海岛唯一陆上通道。
目前，东海岛大桥、通明海大桥是东海岛对外连通湛江市区、雷州市区的通道，岛内有玉湛高速公路、东雷高速公路经过。2018年2月9日，东海岛铁路正式开通运营。未来计划建设海底隧道联系南三岛以及湛江市区。